# Kountry Meadow Estates
Kountry Meadows est une communauté située dans la province d'Alberta, dans le centre-sud.